# Baila el Chiki Chiki

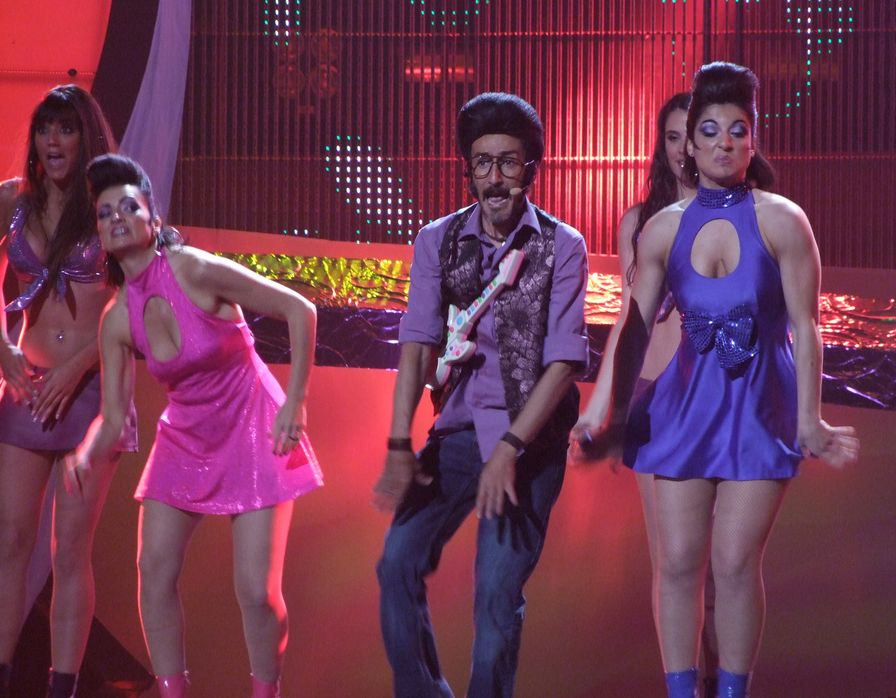
Rodolfo Chikilicuatre i les ballarines "Disco" i "Gràfica" interpretant Baila el Chiki-chiki a Eurovisió 2008

Baila el Chiki-chiki és una cançó de Rodolfo Chikilicuatre, un personatge interpretat per David Fernández Ortiz, i que va ser el tema que va representar Espanya al Festival de la Cançó d'Eurovisió 2008 a Belgrad (Sèrbia) i que va quedar, amb 55 punts, en la setzena posició de la gala, que finalment va guanyar Rússia.
La cançó és una paròdia de l'estil de ball «perreo», característic del reggaeton, amb acudits i referències polítiques a Zapatero, Rajoy, Hugo Chávez i Joan Carles de Borbó. Aquesta última referència al Rei es va modificar perquè al festival no es permeten les referències polítiques. Al videoclip original, Rodolfo apareix amb un pentinat estil Elvis Presley, amb una guitarreta de joguina, ballant «perreo», i, darrere d'ell, apareix una sèrie de vídeos, tots trets de youtube. Al videoclip final (i posteriors representacions al plató), a diferència de l'original, Rodolfo balla sempre acompanyat per les seves dues ballarines Disco i Gràfica.

## Repartiment

### Rodolfo Chikilicuatre
L'actor còmic David Fernández Ortiz interpreta Rodolfo Chikilicuatre, un músic i cantant argentí entranyable. Rodolfo a diverses gales de televisió, així com al programa de Buenafuente, ha anat revelant secrets de la seva vida: Chikilicuatre diu haver nascut el 1973 a Buenos Aires, encara que en una entrevista amb King África va confessar que el seu accent no és de Buenos Aires pur sinó una barreja bigarrada producte de la seva estranya vida, ja que també va viure a Potosí. És farfallós, la seva llengua sol travar-se quan vol dir alguna cosa emotiva. Creu que gràcies a tota la gent que el veurà a Belgrad complirà el seu somni d'unir tot el món a través del ball del Chiki-chiki.

### Ballarines
Disco
El paper de Disco, és interpretat per l'actriu Alejandra Jiménez Cascón. Disco sempre va vestida de blau, és presumida i passional i sempre pren la iniciativa. Malgrat això de vegades li agafen atacs de pànic i plora, així com canvis sobtats d'humor. Li encanta tocar les palmes i imitar el cante hondo versionant qualsevol frase o cançó. Cada vegada que la seva companya Gráfica cau, la Disco va immediatament a ajudar-la, tractant d'aixecar-la i tranquil·litzar-la per a prosseguir amb el ball.
Gráfica
El paper de Gráfica és interpretat per l'actriu Sílvia Abril, actuant de ballarina maldestra i aparatosa. Se li dona especialment malament mantenir-se dreta en superfícies lliscants, el que la precipita a terra sovint, bàsicament per culpa de les seves plataformes. A més a més, s'equivoca en el ball. Aquesta ballarina que sempre vesteix de rosa està obsessionada amb el salt de la coreografia, constantment s'apropa a Rodolfo per a confessar-li que no li surt i que no ho veu... malgrat que la coreografia del Chiki-Chiki no inclou cap mena de salt. Gráfica intenta suplir la seva inseguretat imitant la Disco, seguint els seus moviments, dintre i fora del ball i parlant quan ella parla.
El Trio d'Acompanyants
Leticia, María Ángeles y Cecilia són les altres tres ballarines que van acompanyar Rodolfo a Belgrad. El procés de selecció va començar amb un càsting realitzat a Madrid i Barcelona en el que es van presentar més de 400 candidates. D'elles el jurat va escollir 6 que van acudir a una gala de Televisió Espanyola ("Dansin Chiki Chiki") el dia 29 d'abril de 2008. La coreògrafa, que a més va ser també instructora de la cantant Shakira anteriorment en els balls dels premis MTV i Grammy, va seleccionar aquestes tres joves morenes

## Versions Oficials
La lletra original de la cançó contenia les paraules «Zapatero» i «Rajoy», en referència als líders polítics espanyols José Luis Rodríguez Zapatero i Mariano Rajoy. Degut a la proximitat de les Eleccions Generals d'Espanya 2008 i al fet que la final de selecció se celebrava a la jornada de reflexió, es va decidir realitzar una nova versió per part dels desenvolupadors de Buenafuente que substituiria completament l'original.
Aquesta nova versió va ometre els termes mencionats, substituïts pels noms de «José Luis» i «Mariano», però va mantenir l'al·lusió a Hugo Chávez, present a l'original. També repetia un parell d'estrofes de la cançó, a fi d'allargar-la més en temps perquè no incomplís les normes pel concurs. Aquesta segona versió va ser la que va aparèixer a la gala de TVE de l'elecció del Candidat Espanyol a Eurovisió 2008, Salvemos Eurovisión, i que va proporcionar la victòria a Rodolfo.
Una vegada seleccionada, Baila el Chiki-chiki va passar a ser propietat de TVE, de forma que la cançó podia ser modificada per la cadena, en col·laboració amb el mateix autor. I així va ser, Rodolfo Chikilicuatre va preparar una nova versió final per adaptar-la, en lletra i durada, a la normativa de la UER, tal com ell mateix va anunciar el dilluns 10 de març de 2008, on va tenir la seva primera trobada davant dels mitjans de comunicació després de resultar vencedor.
Aquesta versió definitiva, que es va fer pública el 14 de març de 2008, és més llarga (2 minuts i 52 segons) i inclou a més alguns paràgrafs en anglès, amb referències a alguns dels personatges espanyols més reconeguts internacionalment com a Pau Gasol, Fernando Alonso, Javier Bardem, Antonio Banderas i Pedro Almodóvar.
També fa referència a un gran èxit musical de producció espanyola, reconegut internacionalment: La Macarena.